# Лантана (растение)
Ланта́на (лат. Lantana) — род двудольных цветковых растений, включённый в трибу Lantaneae семейства Вербеновые (Verbenaceae). Типовой род трибы.

## Название
Научное название рода, Lantana, было впервые употреблено по отношению к этому растению Карлом Линнеем в 1737 году в книге Genera Plantarum. Этим словом в новолатинском языке называлось неродственное растение калина гордовина. В 1753 году Линней вновь использовал это название в Species Plantarum.

## Ботаническое описание
Представители рода — кустарники или полукустарники, часто со специфическим запахом, иногда с покрытыми шипами ветками.
Листья расположенные супротивно или спиралевидно, с цельным или в различной степени зазубренным краем, гладкие или шершавые.
Цветки собраны в небольшие густые головковидные соцветия-щитки, появляющиеся обычно в пазухах верхних листьев. Прицветники обычно не опадающие, треугольной или линейной формы. Чашечка плёнчатая, трубчатая, неясно разделённая на чашелистики. Венчик разделён на 4—5 сросшихся лепестков, с прямой или изогнутой трубкой. Окраска цветков в одном соцветии часто сильно различается — венчик может быть белым, красным, жёлтым, розовым, сиреневым. Цветки могут менять окраску: раскрываясь желтыми, к окончанию цветения становятся красными. Тычинки в количестве 4, с яйцевидными пыльниками. Пестик короткий, с головчатым рыльцем. Завязь нижняя, двухгнёздная.
Плод ягодовидный, мясистый, с деревянистым эндокарпием, с двумя семенами.
Число хромосом 2n = 22, 24, 27, 33, 44, 55 или 66.

## Ареал
Виды рода Лантана распространены в тропических регионах обоих полушарий. Наибольшее разнообразие видов наблюдается в Южной Америке, напротив, лишь несколько произрастают в Африке и Азии. Лантана сводчатая — сорное растение родом из Центральной и Южной Америки, натурализовавшееся в Евразии, Африке и Австралии.

## Таксономия
|  |                        |  |                                      |                                      |                 |  | ещё 7 триб, в том числе Verbeneae |             |             |                 |
|  |                        |  |                                      |                                      |                 |  |                                   |             |             | около 150 видов |
|  |                        |  |                                      | семейство Вербеновые                 |                 |  |                                   |             | род Лантана |                 |
|  |                        |  |                                      | семейство Вербеновые                 |                 |  |                                   |             | род Лантана |                 |
|  | порядок Ясноткоцветные |  |                                      |                                      | триба Lantaneae |  |                                   |             |             |                 |
|  | порядок Ясноткоцветные |  |                                      |                                      |                 |  |                                   |             |             |                 |
|  |                        |  | ещё 20 семейств (по Системе APG III) | ещё 20 семейств (по Системе APG III) |                 |  |                                   | ещё 8 родов | ещё 8 родов |                 |
|  |                        |  |                                      | ещё 20 семейств (по Системе APG III) |                 |  |                                   |             | ещё 8 родов |                 |

### Синонимы
- Camara Riv. ex Adans., 1763
- Charachera Forssk., 1775
- Riedelia Cham., 1833, nom. rej.
- Tamonopsis Griseb., 1874

### Виды
Род Лантана включает около 130 видов.
- Lantana achyranthifolia Desf., 1829
- Lantana camara L., 1753 — Лантана сводчатая, или лантана камара
- Lantana canescens Kunth, 1818
- Lantana depressa Small, 1905
- Lantana exarata Urb. & Ekman, 1929
- Lantana horrida Kunth, 1818
- Lantana involucrata L., 1756
- Lantana montevidensis (Spreng.) Briq., 1904
- Lantana nivea Vent., 1803
- Lantana reticulata Pers., 1806
- Lantana strigosa (Griseb.) Urb., 1912
- Lantana trifolia L., 1753
- Lantana velutina M.Martens & Galeotti, 1844